# Piața Borough

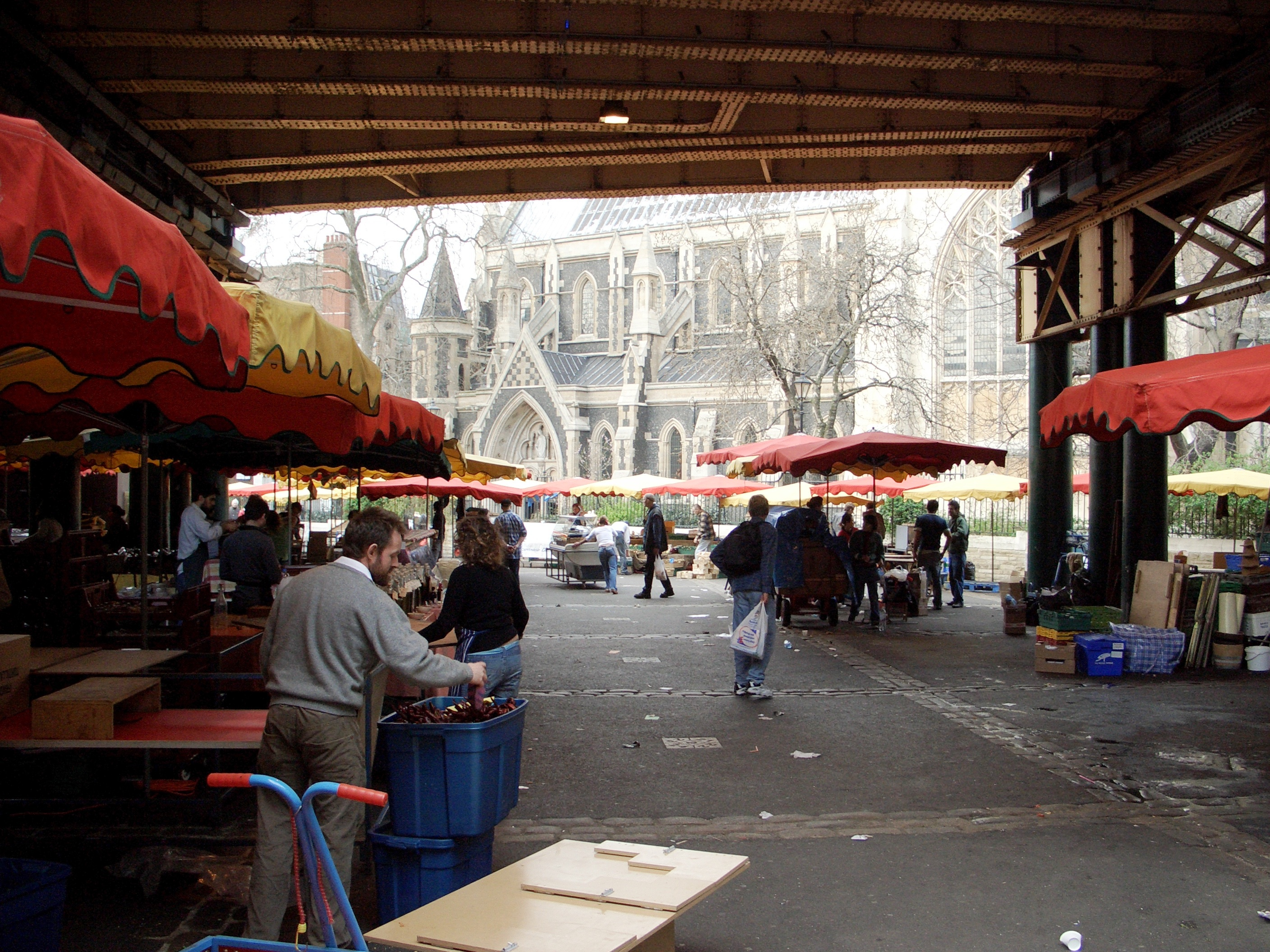
Piața Borough

Piața Borough este o piața en-gros din Southwark, Londra, Anglia. Ea este una dintre cele mai mari și mai vechi piețe alimentare din Londra.
În prezent, datorită locației sale în apropiere de centrul Londrei, turiștii vizitează adesea piața. În prezent, in cea mai mare parte, piața vinde alimente de specialitate pentru publicul larg și pentru turiști. În trecut, piața a fost în mare parte piață en-gros ce vindea cantități de produse magazinelor mai mici.

## Informații și istorie

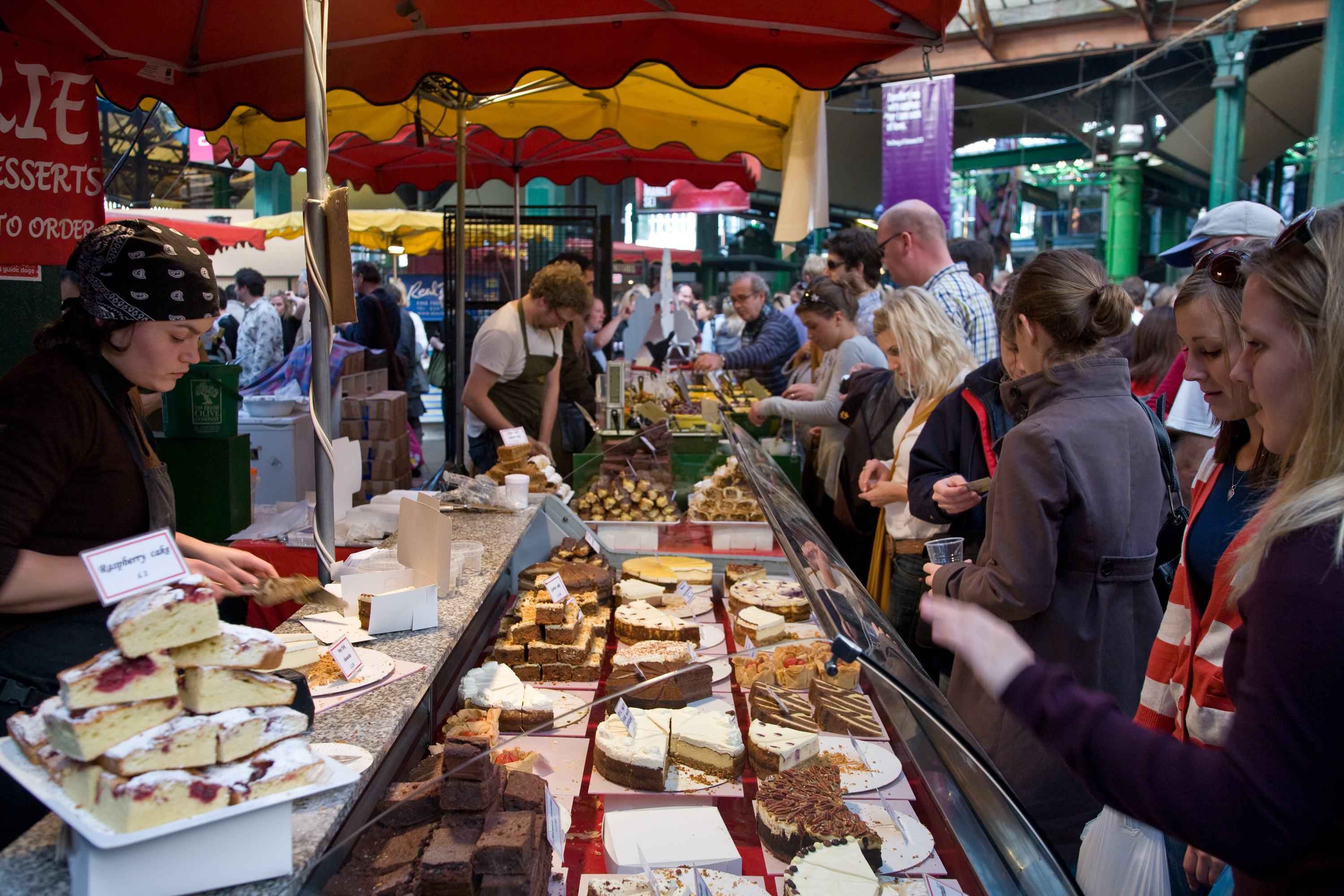
Stand cu tort in piața Borough

Piața actuală, situată pe Southwark Street și Borough High Street , la sud de Catedrala Southwark la capătul sudic al Podului Londrei, este succesorul pieței originale care inițial a fost alăturată la capătul Podului Londrei. Aceasta a fost menționată pentru prima dată în 1276, deși piața se pretinde a fi existat încă din 1014 "și, probabil, mult mai devreme" și, ulterior, a fost mutată la sud de biserica St Margaret's pe High Street. Londra a primit o cartă regală de la Edward al VI-lea în 1550 pentru a controla toate piețele din Southwark (Guildable Conac), care a fost confirmată de către Carol al II-lea în 1671. Cu toate acestea, piața a provocat un trafic atât de aglomerat încât, în 1754, a fost desființată printr-un Act al Parlamentului.
Actul a permis enoriașilor locali să înființeze o altă piață pe un teren nou, și în 1756, a început din nou pe un 4.5-acru (de 18.000 m2) în Rochester Yard. în timpul secolului al 19-lea, a devenit una dintre cele mai importante piețe alimentare din Londra datorită poziției sale strategice în apropierea malului de langa Pool of London.
Piața funcționează în zilele de miercuri și joi de la 10 a.m. la 5 p.m., vineri de la 10 a.m. la 6 p.m., iar sâmbăta de la 8 a.m. la 5 p.m. Piața angro funcționează in toate diminetile din timpul săptămânii de la 2 a.m la 8 a.m.
Trei atacatori din atacurile din Londra din luna iunie 2017 au fugit în zonă, unde au înjunghiat oameni cu cuțite înainte ca ei sa fie împușcați mortal de către poliție.

## Arhitectura
Clădirile din prezent au fost proiectate în anul 1851, cu adăugiri în anii 1860 și o intrare proiectată în stil Art Deco, stil adăugat pe Southwark Street, în 1932. O renovare a început în 2001. Proiectul include reconstruirea South Portico în 2004 din Floral Hall, anterior plasat la Covent Garden, care a fost demontat atunci când Royal Opera House a fost reconstruită în anii 1990. Clădirea originală Convent Garden a fost listată și porticul mutat a fost listat Grade II, în 2008.

## Comerț
în ziua de azi piața, în principal, vinde alimente de specialitate pentru publicul larg. Cu toate acestea, în secolul 20, a fost, în esență, o piață en-gros, vânzând produse în anumite cantitati negustorilor. Acesta a fost principalul furnizor, împreună cu Covent Garden, de fructe și legume pentru magazinele locale. Printre importante companii de tranzacționare pe piață au fost Vitacress, Frații Lee (negustori de cartofi a căror ștampila incă poate fii vazută pe piață), Manny Sugarman și AW Bourne. JO Sims, principalul importator de citrice (Outspan) Sud-Africane, a fost, de asemenea, situat în această piață.

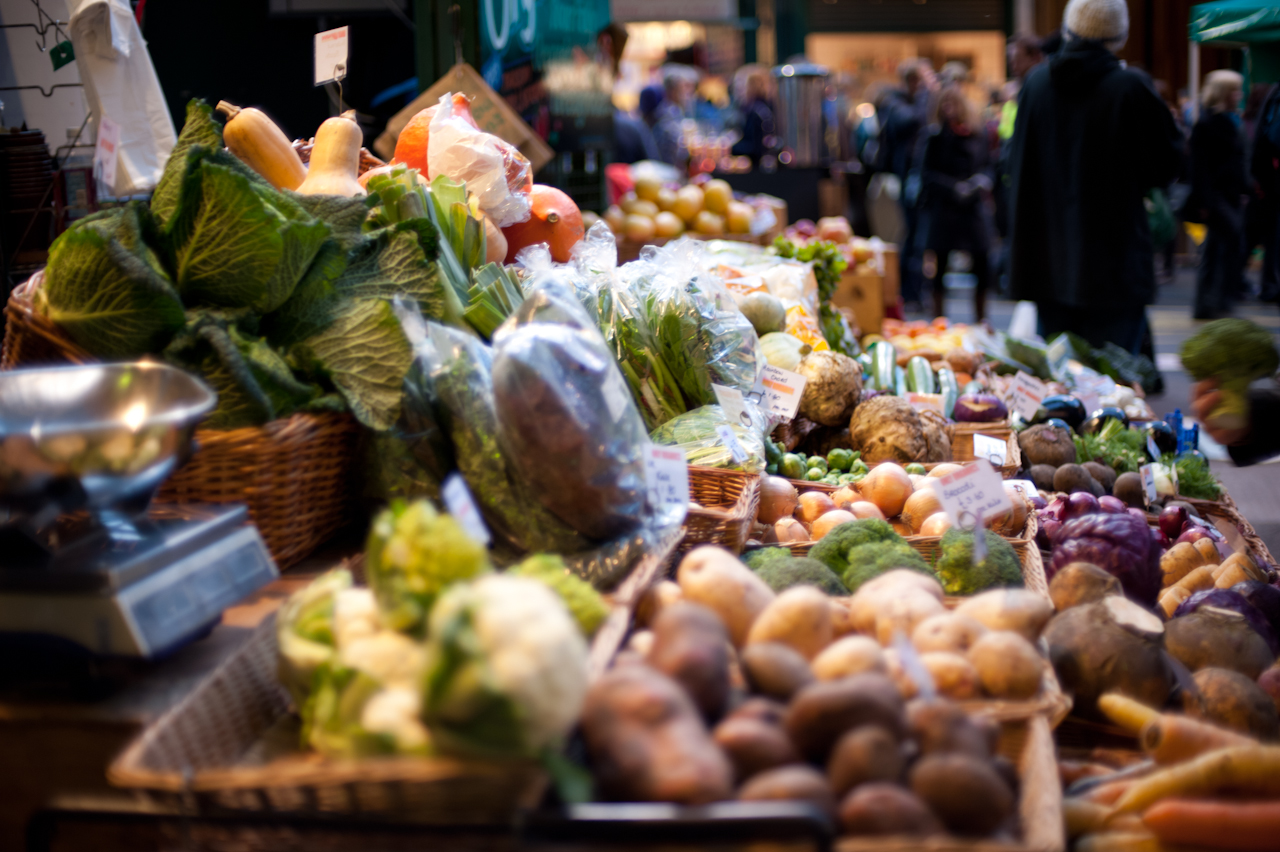
Stand de legume

Deținatorii de standuri vin din diferite parți ale regatului UNIT pentru comerț, iar produsele tradiționale Europene sunt, de asemenea, importate și vândute. Printre produsele pentru vânzare sunt fructe și legume proaspete, brânză, carne, pâine coaptă și produse de patiserie.
Piața este un act caritabil de incredere administrat de un consiliu de administratori voluntari, care trebuie să trăiască în zonă.
Piața Borough și străzile din jur au fost folosite ca locatie de filmare pentru Jurnalul lui Bridget Jones (2001), Lock, Stock and Two Smoking barrels (1998) și Harry Potter și Prizonierul din Azkaban (2004). Ca și raportate de către London Evening Standard, piața este disponibilă pentru închiriere pentru evenimente private.

## Viaducte de cale ferată și Programul Thameslink
Din 1860, companiile de operare feroviară au dorit să-si extindă serviciile din Stația London Bridge în stații noi de la Cannon Street și Blackfriars în Oraș și sa le lege la West End , la Gara Charing Cross. Acest lucru a necesitat un viaduct, dar din punct de vedere legal, este imposibil datorită Actului Borough Market din 1756, act ce le interzicea administratorilor de a înstrăina proprietatea lor. Piața continuă comerțul sub arcadele de la viaduct. De fiecare dată când o cale ferată este extinsă și necesită lărgirea viaductului, administratorii primesc o despăgubire integrală de plată. Ultima mare astfel de expansiune a fost în 1901 când un pod suspendat a fost lațit; programul de munca din secolul 21 își are contribuția sa. Aceste binefaceri au asistat în finanțele de piață, fără nici o pierdere de agrement. Un nou viaduct a fost ridicat deasupra pieței și un pod peste Borough High Street finalizat în 2014.

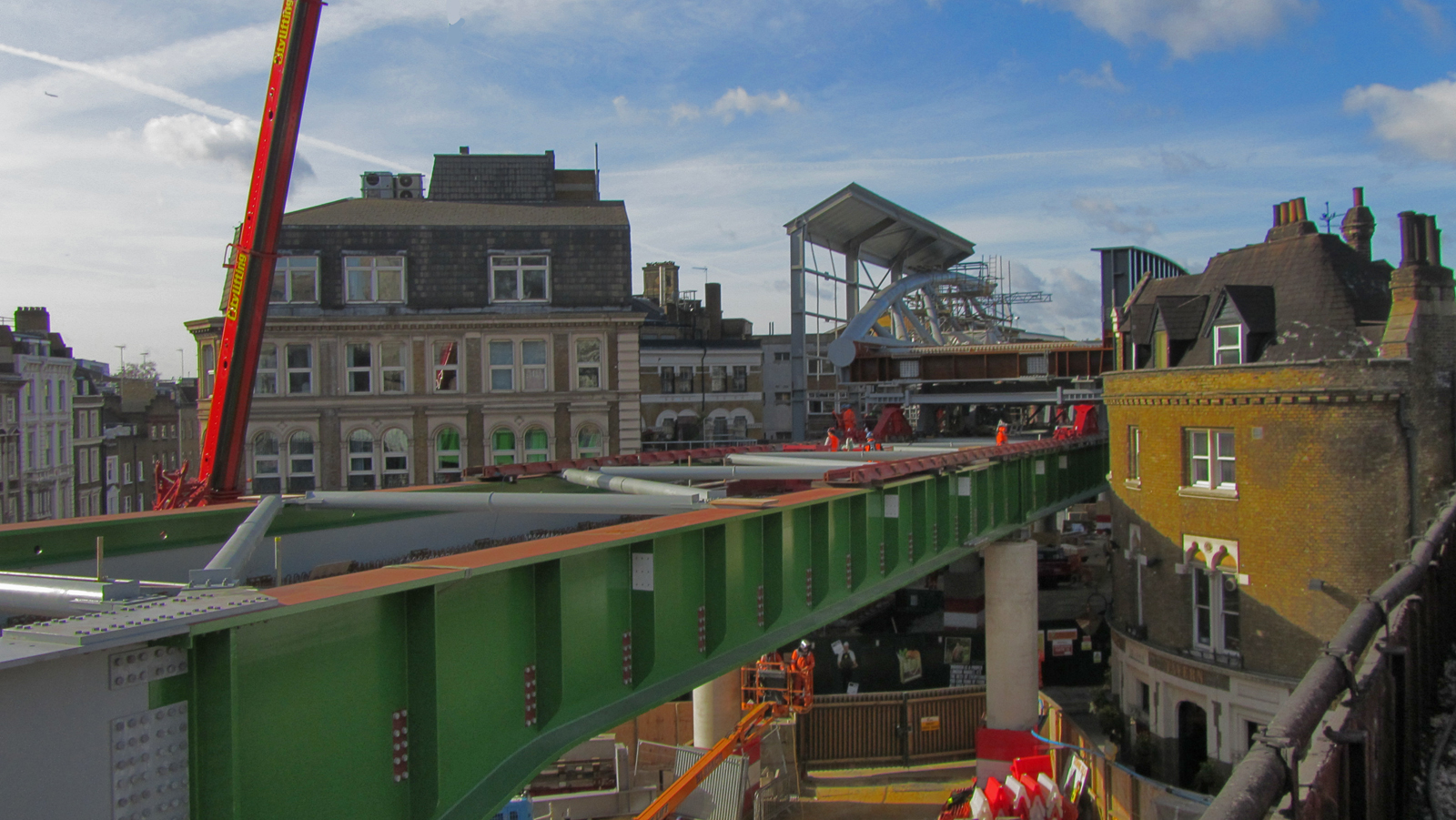
Prima secțiune a noului viaduct peste Piața Borough de pe Stoney Street.

Ca parte a Programului Thameslink , un număr mare de clădiri enumerate în Piața Borough au fost modificate sau demolate, afectând materialul istoric al zonei. Acesta include porțiuni ale pieței în sine și mult din zona care apare în filme menționate mai sus. Acest lucru a fost nepopular pe plan local și a devenit o problemă controversată razultând într-o anchetă publică, care a dus la întârzierea proiectului. În cele din urmă, inspectorul anchetei a fost mulțumit cu planul de a restabili cât mai mult posibil din piață și zona înconjurătoare. Nevoia stringentă de a elimina un blocaj major în rețeaua națională de transport feroviar și de a îmbunătăți opțiunile de transport pe o porțiune mare din Londra a însemnat că el a acceptat faptul că unele daune din piață și zona înconjurătoare au fost inevitabile pentru ca sistemul să-și atingă obiectivele. Perturbarea activităților din piață a fost menținută la un nivel minim.
Clădirea pieței de pe Bedale Stradă din partea de sud a avut etajele superioare eliminate, la fel ca Wheatsheaf public house de pe Stoney Stradă, pentru ca noul pod de cale ferată să treacă peste ele. Celelalte etaje au fost re-ocupate. Vechiul tavan de sticlă al pieței de pe Stoney Street a fost re-instaurat și mult îmbunătățit. O pierdere semnificativă a fost Terasa Smirke, Nr. 16-26 Borough High Street, demolată în 2010. Era o clădire protejată de Gradul II, concepută de către clasicul arhitect Sir Robert Smirke și finalizată în 1832.